# Pseudoeurycea bellii
Pseudoeurycea bellii är en groddjursart som först beskrevs av Gray 1850.  Pseudoeurycea bellii ingår i släktet Pseudoeurycea och familjen lunglösa salamandrar. IUCN kategoriserar arten globalt som sårbar. Inga underarter finns listade i Catalogue of Life.